# MasterChef Hrvatska (8. sezona)
MasterChef 8 je osma sezona kulinarskog reality showa MasterChef Hrvatska.
Prijave su bile otvorene u listopadu 2024. godine.

## Vanjske poveznice
- Službena stranica Arhivirana inačica izvorne stranice od 16. rujna 2023. (Wayback Machine)
- Službeni YouTube kanal